# 北山古寺
北山古寺，位于中国广东省清远市阳山县县城北面，为清远市阳山县的一个县级文物保护单位，类型为古建筑，公布时间为1987年。
北山古寺的历史年代为明（1631）。